# Ludvik Gabrijelčič
Ludvik Gabrijelčič, slovenski politik in javni delavec, prvi župan Mestne občine Nova Gorica, * 16. avgust 1921, Solkan, † 4. december 1985, Šempeter pri Gorici.
Rojen je bil v ugledni, a obubožani kmečko-obrtniški družini. Njegov oče Andrej je bil pravnuk Andreja Gabrijelčiča (1820-1896), narodnjaškega župana Solkana med l. 1871-1878 in soustanovitelja solkanske čitalnice. Njegova mati Amalija, roj. Jug, je bila  v sorodu s filozofom in alpinistom Klementom Jugom. Po očetovi strani pa je bil tudi potomec rodbine Doljak, ki je dala politika Matijo in Josipa Doljaka.
Šolal se je za mizarja. Med drugo svetovno vojno je bil vpoklican v italijansko vojsko in se kot letalec boril v Severni Afriki. Konec leta 1943 se je prek srednje Italije vrnil na Goriško in se pridružil partizanom. Leta 1944 je bil sprejet v KPS. 
PO vojni je v okviru solkanskega okrajnega ljudskega odbora sodeloval pri pripravah za gradnjo Nove Gorice. Od leta 1952 do 1963 je bil predsednik Občinskega ljudskega odbora (župan) Mestne občine Nova Gorica. V obdobju njegovega županovanja so bili vzpostavljene temeljne infrastrukture in institucije mladega mesta. Od leta 1966 do upokojitve leta 1974 je bil direktor Hotela Park. V času njegovega vodenja so bili postavljeni temelji za razmah hotelskega in igralniškega turizma na Goriškem, kar je omogočilo nastanek podjetja HIT.